# Jasmin Mešanović
Jasmin Mešanović (ur. 6 stycznia 1992 w Tuzli) – bośniacki piłkarz występujący na pozycji napastnika w słoweńskim klubie NK Maribor.

## Kariera klubowa

### FK Sloboda Tuzla
1 lipca 2011 został przesunięty do pierwszego drużyny FK Sloboda Tuzla. Zadebiutował 24 kwietnia 2010 w meczu Premijer ligi przeciwko FK Rudar Prijedor (1:0). Pierwszą bramkę zdobył 13 sierpnia 2011 w meczu ligowym przeciwko FK Kozara Gradiška (1:0).

### NK Čelik Zenica
2 lipca 2012 przeszedł do zespołu NK Čelik Zenica. Zadebiutował 5 sierpnia 2012 w meczu Premijer ligi przeciwko FK Sarajevo (0:0). Pierwszą bramkę zdobył 11 sierpnia 2012 w meczu ligowym przeciwko Veležowi Mostar (2:0).

### NK Osijek
25 lipca 2014 podpisał kontrakt z klubem NK Osijek. Zadebiutował 3 sierpnia 2014 w meczu 1. HNL przeciwko RNK Split (1:1). Pierwszą bramkę zdobył 4 października 2014 w meczu ligowym przeciwko NK Zadar (4:1).

### Zrinjski Mostar
1 lipca 2015 przeszedł do drużyny Zrinjski Mostar. Zadebiutował 9 lipca 2015 w meczu kwalifikacji do Ligi Europy przeciwko Szirak Giumri (2:1), w którym zdobył pierwszą bramkę. W Premijer lidze zadebiutował 26 lipca 2015 w meczu przeciwko FK Olimpik Sarajewo (2:0), w którym zdobył pierwszą bramkę w lidze. W sezonie 2015/16 jego zespół zajął pierwsze miejsce w tabeli zdobywając mistrzostwo Bośni i Hercegowiny. 12 lipca 2016 zadebiutował w kwalifikacjach do Ligi Mistrzów w meczu przeciwko Legii Warszawa (1:1). W sezonie 2016/17 ponownie zdobył mistrzostwo Bośni i Hercegowiny.

### NK Maribor
1 lipca 2017 podpisał kontrakt z klubem NK Maribor. Zadebiutował 12 lipca 2017 w meczu kwalifikacji do Ligi Mistrzów przeciwko Zrinjski Mostar (1:2). W Prva lidze zadebiutował 15 lipca 2017 w meczu przeciwko NK Aluminij (1:0). Pierwszą bramkę zdobył 22 lipca 2017 w meczu ligowym przeciwko NK Triglav Kranj (2:3). 13 września 2017 zadebiutował w fazie grupowej Ligi Mistrzów w meczu przeciwko Spartakowi Moskwa (1:1). W sezonie 2017/18 jego zespół zajął drugie miejsce w tabeli zdobywając wicemistrzostwo Słowenii. W sezonie 2018/19 zdobył mistrzostwo Słowenii. W sezonie 2019/20 zdobył wicemistrzostwo Słowenii.

## Kariera reprezentacyjna

### Bośnia i Hercegowina U-21
W 2012 roku otrzymał powołanie do reprezentacji Bośni i Hercegowiny U-21. Zadebiutował 1 czerwca 2012 w meczu eliminacji do Mistrzostw Europy U-21 2013 przeciwko reprezentacji Białorusi U-21 (3:0). Pierwszą bramkę zdobył 26 marca 2013 w meczu towarzyskim przeciwko reprezentacji Macedonii Północnej U-21 (5:0).

### Bośnia i Hercegowina
W 2011 roku otrzymał powołanie do reprezentacji Bośni i Hercegowiny. Zadebiutował 16 grudnia 2011 w meczu towarzyskim przeciwko reprezentacji Polski (1:0).

## Statystyki

### Klubowe
(aktualne na dzień 31 stycznia 2021)
| Klub               | Sezon              | Liga               | Liga  | Liga   | Puchar kraju | Puchar kraju | Europa | Europa | Suma  | Suma   |
| Klub               | Sezon              | Liga               | Mecze | Bramki | Mecze        | Bramki       | Mecze  | Bramki | Mecze | Bramki |
| ------------------ | ------------------ | ------------------ | ----- | ------ | ------------ | ------------ | ------ | ------ | ----- | ------ |
| FK Sloboda Tuzla   | 2009/10            | Premijer liga      | 1     | 0      | 0            | 0            | –      | –      | 1     | 0      |
| FK Sloboda Tuzla   | 2010/11            | Premijer liga      | 4     | 0      | 0            | 0            | –      | –      | 4     | 0      |
| FK Sloboda Tuzla   | 2011/12            | Premijer liga      | 25    | 5      | 0            | 0            | –      | –      | 25    | 5      |
| FK Sloboda Tuzla   | Ogólnie            | Ogólnie            | 30    | 5      | 0            | 0            | 0      | 0      | 30    | 5      |
| NK Čelik Zenica    | 2012/13            | Premijer liga      | 29    | 10     | 3            | 0            | –      | –      | 32    | 10     |
| NK Čelik Zenica    | 2013/14            | Premijer liga      | 25    | 10     | 9            | 5            | –      | –      | 34    | 15     |
| NK Čelik Zenica    | Ogólnie            | Ogólnie            | 54    | 20     | 12           | 5            | 0      | 0      | 66    | 25     |
| NK Osijek          | 2014/15            | 1. HNL             | 29    | 4      | 0            | 0            | –      | –      | 29    | 4      |
| NK Osijek          | Ogólnie            | Ogólnie            | 29    | 4      | 0            | 0            | 0      | 0      | 29    | 4      |
| Zrinjski Mostar    | 2015/16            | Premijer liga      | 29    | 11     | 1            | 0            | 1      | 1      | 31    | 12     |
| Zrinjski Mostar    | 2016/17            | Premijer liga      | 29    | 11     | 2            | 0            | 2      | 0      | 33    | 11     |
| Zrinjski Mostar    | Ogólnie            | Ogólnie            | 58    | 22     | 3            | 0            | 3      | 1      | 64    | 23     |
| NK Maribor         | 2017/18            | Prva liga          | 30    | 8      | 3            | 2            | 9      | 1      | 42    | 11     |
| NK Maribor         | 2018/19            | Prva liga          | 28    | 8      | 5            | 2            | 4      | 0      | 37    | 10     |
| NK Maribor         | 2019/20            | Prva liga          | 30    | 2      | 1            | 0            | 6      | 0      | 37    | 2      |
| NK Maribor         | 2020/21            | Prva liga          | 16    | 3      | 0            | 0            | 1      | 0      | 17    | 3      |
| NK Maribor         | Ogólnie            | Ogólnie            | 104   | 21     | 9            | 4            | 20     | 1      | 133   | 26     |
| Ogólnie w karierze | Ogólnie w karierze | Ogólnie w karierze | 275   | 72     | 24           | 9            | 23     | 2      | 322   | 83     |

### Reprezentacyjne
| Reprezentacja        | Rok     | Mecze | Bramki |
| -------------------- | ------- | ----- | ------ |
| Bośnia i Hercegowina |         |       |        |
| 2011                 | 1       | 0     |        |
| Ogólnie              | Ogólnie | 1     | 0      |

| Mecze i gole w reprezentacji | Mecze i gole w reprezentacji | Mecze i gole w reprezentacji | Mecze i gole w reprezentacji | Mecze i gole w reprezentacji | Mecze i gole w reprezentacji | Mecze i gole w reprezentacji | Mecze i gole w reprezentacji |
| Lp.                          | Data                         | Miejsce                      | Gospodarz                    | Gość                         | Wynik                        | Gol                          | Rozgrywki                    |
| ---------------------------- | ---------------------------- | ---------------------------- | ---------------------------- | ---------------------------- | ---------------------------- | ---------------------------- | ---------------------------- |
| 1.                           | 16.12.2011                   | Antalya                      | Polska                       | Bośnia i Hercegowina         | 1:0                          |                              | Mecz towarzyski              |

## Sukcesy

### Zrinjski Mostar
- Mistrzostwo Bośni i Hercegowiny (2×): 2015/2016, 2016/2017

### NK Maribor
- Mistrzostwo Słowenii (1×): 2018/2019
- Wicemistrzostwo Słowenii (2×): 2017/2018, 2019/2020